# Rhadinaea gaigeae
Espèce
Synonymes
- Rhadinaea crassa Smith, 1942

Statut de conservation UICN

 DD  : Données insuffisantes
Rhadinaea gaigeae  est une espèce de serpents de la famille des Dipsadidae.

## Répartition
Cette espèce est endémique du Mexique. Elle se rencontre dans les États de San Luis Potosí, de Tamaulipas et du Querétaro.

## Étymologie
Cette espèce est nommée en l'honneur d'Helen Gaige.

## Publication originale
- Bailey, 1937 : A new species of Rhadinaea from San Luis Potosi. Copeia, vol. 1937, no 2, p. 118-119